# Charley Attali
 (juin 2025).
Charley Shalom Attali (hébreu : צ'רלי שלום אטאלי; parfois mal orthographié Charles Chalom Attali; 1930–2006) est un ingénieur aérospatial franco-israélien né en Algérie.

## Jeunesse et formation
Attali est né à  Constantine, en Algérie, dans une famille juive. Après avoir obtenu son diplôme de fin d'études secondaires à l'âge de 16 ans après avoir sauté une classe, il fut envoyé étudier à l'École nationale de l'aviation civile en France, où il excella et obtint son diplôme d'ingénieur.

## Début de carrière
Après avoir terminé ses études en 1952, Attali fut d'abord employé chez Sud Aviation, avant de travailler finalement pour la SEREB sur le développement de missiles balistiques. Pendant qu'il était à la SEREB, Attali fut nommé par le président français Charles de Gaulle pour diriger le projet  Diamant,. En raison du succès de Diamant, Attali fut décoré de la Légion d'honneur en 1965 par Charles de Gaulle.
Après le projet Diamant, Attali fut chargé du rôle de la France dans la fusée Europa-1.

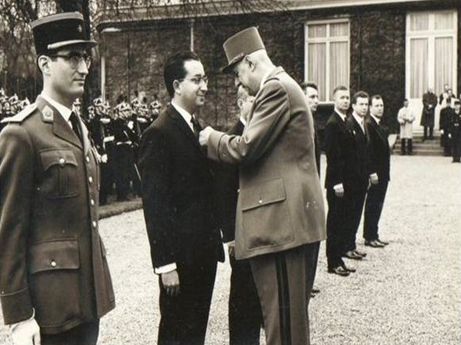
Attali recevant la Légion d'honneur de Charles de Gaulle en 1965.

## Déménagement en Israël
En 1969, Moshe Arens, qui servait comme vice-président de l'IAI, vola secrètement à Paris pour rencontrer Attali. En raison de l'embargo français sur les armes à destination d'Israël, Israël prévoyait de développer ses propres avions de chasse. Arens demanda à Attali de déménager en Israël et d'aider au développement du IAI Kfir. Attali accepta et fit son Aliyah peu après avec sa femme et ses deux enfants.
Pendant qu'il était à l'IAI, Attali eut un rôle clé dans le développement de nombreux aéronefs incluant le IAI Kfir, l'IAI Arye, et l'IAI Lavi. Pour avoir dirigé l'IAI Scout, Attali reçut le Prix de défense d'Israël en 1981. Il continua à travailler à l'IAI jusqu'à sa retraite en 1995.

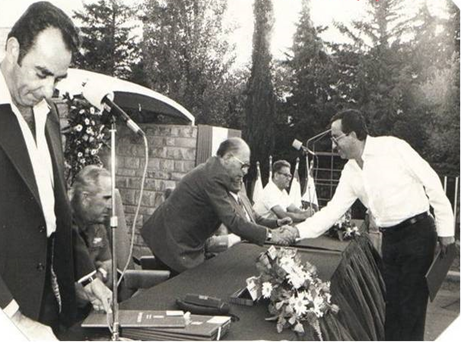
Attali recevant le Prix de défense d'Israël de Menachem Begin en 1981.